# Agrobanka
Agrobanka (Agrobanka Praha a.s., zkráceně i AGB) byla česká bankovní instituce působící na komerčním bankovním trhu v letech 1990–1998.

## Vznik a činnost banky
Agrobanka byla založena rozhodnutím Státní banky Československé v únoru 1990 jako první nestátní banka vzniklá v Československu po roce 1989. K jejím akcionářům tehdy patřila hlavně zemědělská družstva a jiné právnické i fyzické osoby začínající podnikat v zemědělském sektoru. Na odvětví zemědělství a služeb se také zpočátku zaměřovala úvěrová činnost banky. Banka poměrně rychle expandovala, vytvořila rozsáhlou síť poboček (přes 300) a získala řadu klientů i velké množství vkladů. Postupně ovládla zhruba 3,8 % trhu. Podle výroční zprávy měla na počátku roku 1996 bilanční sumu 67,5 miliardy korun, objem vkladů klientů 50 miliard korun, objem úvěrů 39 miliard korun; klientelu tvořilo 9 procent všech podnikatelských subjektů v ČR a 3 procenta všech občanů ČR.
V srpnu 1991 se pokusil tehdejší ředitel Agrobanky Jan Král uplatit předsedu české vlády Petra Pitharta, za což byl roku 1995 podmíněně odsouzen. Jednalo se o první zaznamenaný polistopadový pokus o korupci ve vysoké politice.

## Problémy
Agrobanka se prakticky od svého počátku potýkala s problematickými úvěry, i proto, že se zaměřovala na riziková odvětví (zemědělství a služby). Pro stabilizaci bylo nutné vytvořit značnou rezervu na krytí úvěrových rizik, současně s expanzí banky neúměrně vzrostly i provozní náklady. Zároveň se měnila i struktura akcionářů a v roce 1995 se Agrobanka dostala pod kontrolu finanční skupiny Motoinvest. Vzhledem k riskantní investiční strategii a některým neprůhledným operacím začala mít banka problémy s likviditou a omezený přístup na mezibankovní trh. Nakonec ČNB uvalila 17. září 1996 na AGB nucenou správu, přičemž s cílem ochránit vkladatele a v obavě před systémovým rizikem vydala záruku na všechny závazky banky.
Audit firmy Price Waterhouse následně vyčíslil ztráty Agrobanky pod vedením společnosti Motoinvest na devět miliard korun, přičemž celkové náklady a sanace za vyřešení krize spojené s Agrobankou byly odhadovány na 50 miliard korun.[ve zdroji nenalezeno]
Tehdejší generální ředitel Motoinvestu Pavel Tykač se začátkem roku 1997 vůči zprávě auditora Price Waterhouse v rámci několika veřejných vystoupení ostře ohradil.

## Nucená správa a odprodej části Agrobanky
Pod nucenou správou fungovala Agrobanka až do roku 1998. Správcem byl jmenován Jiří Klumpar, který posléze na doporučení poradenské firmy HSBC navrhl rozdělení Agrobanky na dvě části. „Zdravá“ část, tedy vklady a hodnotná aktiva, měla být prodána zahraničnímu investorovi a zbytek, tedy především špatná a obtížně vymahatelná aktiva, měla být ponechána současným akcionářům. Tento záměr byl po schválení ČNB v roce 1998 také realizován: „zdravá“ část včetně pobočkové sítě byla prodána za cca půl miliardy korun společnosti GE Capital Bank a.s., pro zbývající část byla nařízena likvidace (Agrobanka Praha a.s., v likvidaci).

## Současný stav
Původní společnost GE Capital Bank, a.s. svůj název v lednu 2005 změnila na GE Money Bank, a.s. a od května 2016 se název banky změnil na Moneta Money Bank. Patří mezi největší české peněžní ústavy.
Likvidace zbytkové části Agrobanky není dosud (leden 2019) ukončena, přes některé dílčí dohody nejsou všechny nejasnosti týkající se prodeje části Agrobanky uzavřeny a soudní spory s některými původními akcionáři Agrobanky trvají.